# Henri Fréteur
Henri Fréteur (* 19. Februar 1877 in Croix; † 20. Jahrhundert) war ein französischer Turner.

## Leben
Henri Fréteur belegte bei den Olympischen Spielen 1900 in Paris im Einzelmehrkampf den 75. Platz. Sein Bruder Émile Fréteur nahm ebenfalls an diesem Wettkampf teil.